# Telipogon atropurpurea
Telipogon atropurpurea är en orkidéart som beskrevs av David Edward Bennett och Ric.Fernández. Telipogon atropurpurea ingår i släktet Telipogon och familjen orkidéer.
Artens utbredningsområde är Peru. Inga underarter finns listade i Catalogue of Life.